# Блохин, Юрий Николаевич
Юрий Николаевич Блохи́н (3 января 1947, Тамбов — 20 марта 2019, там же) — советский хозяйственный, государственный и политический деятель.

## Биография
Родился в семье рабочих. Окончил в 1965 Котовский индустриальный техникум, в 1972 – Тамбовский институт химического машиностроения, в 1982 – Ростовскую Высшую партийную школу.
В 1965-1972 ученик слесаря, слесарь, техник-технолог, старший техник-технолог, инженер-технолог, начальник технологического бюро тамбовского завода «Электроприбор». В 1972-1973 служил в Советской Армии. В 1973-1974 ведущий инженер лаборатории Тамбовского филиала Московского опытно-конструкторского технологического бюро.
В 1974–1991 на партийной и советской работе:
- 1974–1975 – инструктор организационного отдела, инструктор промышленно-транспортного отдела, заведующий промышленно-транспортным отделом Октябрьского райкома КПСС г. Тамбова.
- 1975–1979 – заведующий промышленно-транспортным отделом Тамбовского горкома КПСС.
- С 1979 – заместитель председателя, с 1980 – председатель Тамбовского горисполкома.
- 1987–1989 – 1-й секретарь Тамбовского горкома КПСС.
- 1989–1991 – 2-й секретарь Тамбовского обкома КПСС. С 10 по 24 августа 1991 – 1-й секретарь Тамбовского обкома КПСС.

В 1980–1993 депутат Тамбовского областного Совета депутатов трудящихся (народных  депутатов).
В 1991–1992 – вице-президент Тамбовского филиала Московской товарной биржи. В 1992–1994 – президент финансово-промышленной компании «Меркурий-Инвест», президент горно-промышленной компании «Цна». В 1994–1996 – заведующий социально-экономическим отделом областной Думы.
В 1996–2000 – 1-й заместитель главы администрации Тамбовской области. В 2000–2006 – заместитель генерального директора акционерного общества «Тамбовская электросвязь», в 2006–2009 – заместитель генерального директора Научно-исследовательского института химикатов для полимерных материалов («НИИХИМПОЛИМЕР»).
С 2010 на пенсии. Скончался в 20 марта 2019 в Тамбове.